# Lambert
För andra betydelser, se Lambert (olika betydelser).
Lambert är ett förnamn och efternamn. Namnet hade svensk namnsdag 17 september mellan 1830 och 1901.

## Personer med förnamnet
- Lambert Claessens, belgisk kopparstickare
- Lambert van Haven, dansk målare och arkitekt
- Lambert från Hersfeld, tysk krönikeskrivare
- Lambert ten Kate, nederländsk språkforskare
- Lambert Lombard, belgisk målare
- Lambert I av Monaco, monegaskisk furste
- Lambert Redd, amerikansk friidrottare
- Lambert Simnel, engelsk tronpretendent
- Lambert av Spoleto, kung av Italien och romersk kejsare
- Lambert Sunesson, svensk författare och socionom
- Jean-Lambert Tallien, fransk upprorsman
- Lambert Thiboust, fransk författare
- Lambert Wiklander, svensk agronom
- Lambert Wilson, fransk skådespelare
- Biskop Lambert, mördad nederländsk biskop, se Lambertus

## Personer med efternamnet
- Adam Lambert, amerikansk sångare
- Alex Lambert, amerikansk sångare
- Anne-Louise Lambert, australisk skådespelerska
- Arne Lamberth (1926–1977), svensk trumpetare
- Christopher Lambert (född 1957), fransk skådespelare
- Constant Lambert, brittisk dirigent och tonsättare
- Daniel Lambert, brittisk man berömd för sin fetma
- Erwin Lambert, tysk SS-man
- Franz Lambert (född 1948), tysk hammondorganist
- Fredrik Lambert-Meuller, svensk flygare
- Helfrid Lambert (1869–1954), svensk skådespelare och operettsångerska
- Håkan Lambert-Olsson, svensk företagsledare
- Jean-Clarence Lambert, fransk poet och översättare
- Johann Heinrich Lambert (1728–1777), tysk matematiker och fysiker
- John Lambert (1746-1823), amerikansk politiker
- John Lambert (1619-1683), engelsk general
- Jonas Lambert-Wenman, svensk kapare
- Kit Lambert (1935–1981), musikproducent
- Knut Lambert (1864–1941), svensk skådespelare
- Lars Lambert, svensk filmare
- Miranda Lambert, amerikansk countrysångerska
- Pierre Joseph Lambert, fransk violinist
- Raphaël Albert-Lambert, fransk skådespelare
- Rickie Lambert, engelsk fotbollsspelare
- Stephen Lambert, australisk landhockeyspelare
- Verity Lambert, TV-producent
- Åsa Scherdin-Lambert, svensk-fransk skulptör och översättare